# Ancistropsyllidae

Ancistropsyllidae (лат.) — семейство блох. Южная Азия: Таиланд, Непал.
3 вида.
Мезонотум примерно одинаковой длины и высоты. Паразитируют на копытных млекопитающих (аксис, мунтжаки). Предки вероятно мигрировали из Африки в Азию через Европу.
Простая морфология Ancistropsyllidae напоминает как инфраотряд Ceratophyllomorpha, так и парафилетических блох-пуликоморф, но с необычным «загнутым» ктенидием, и хотя молекулярный анализ этого семейства никогда не проводился, это позволяет предположить, что оно относится к ранним блохам. В Индомалайской и Палеарктической областях блохи встречаются на парнокопытных (Tragulidae) — примитивных копытных, которые появились только в олигоцене (34—23 млн лет назад), поэтому многие из первоначальных хозяев этих блох могут быть вымершими. Это семейство блох является специализированным и реликтовым, требующим изучения и сохранения.
- Ancistropsylla  Toumanoff & Fuller, 1947
  - Ancistropsylla nepalensis  Lewis, 1968
  - Ancistropsylla roubaudi  Toumanoff & Fuller, 1947
  - Ancistropsylla siamensis  Smit & Toumanoff, 1952